# 川口奈美子
川口 奈美子（かわぐち なみこ、5月22日 - ）は、千葉県出身のシンガーソングライター。清泉女子大学文学部スペイン語スペイン文学科卒業。プロモーション・ススム所属。

## 略歴
- 1996年、「ミス清泉女子大学」、「ミス・スピリッツ（小学館『ビッグコミックスピリッツ』）」に選ばれ、雑誌、ラジオ、CMなどで活動。
- 1998年5月、二人組のユニット「Ocean Wave」を結成、原宿RUIDOでマンスリーライブを行う。
- 2000年6月、「Ocean Wave」解散後、ソロ活動を開始する。
- 2002年10月、バリアフリーイメージソング「Kizuna」でデビュー。
- 2006年、「ホウクプ～ちかいの言葉～」「Shining Stars」発売
- 2017年、「愛のかたち ～Shapes of Love～」キングレコード井口良佐プロデュース　発売オレンジチャイム　販売徳間コミュニケーションズ

ラジオ番組のパーソナリティや、テレビ番組のレポーターなど、歌以外の活動も多い。

## 出演
- テレビ・ラジオ
  - FMやまと「Lee's Cafe」
  - CS754ch「Pトレ最前線」
  - FM長崎「JETTER3と川口奈美子のGOMGOM長崎」
  - 茨城放送「ガールズ・パラダイス」
  - CM「テレビ朝日クリスマスイベントCM『クリスマス LOVE in 八景島』」
- 雑誌
  - MacPeople
  - らくダス
  - ビッグコミックスピリッツ
  - じゅげむ